# بيتزا نابولي
بيتزا نابوليتان (بالإيطالية: pizza napoletana)‏ والمعروفة أيضًا باسم بيتزا نابولي، هي نوع من البيتزا المصنوعة من الطماطم وجبن الموزاريلا. بيتزا نابولي تعتبر منتجًا تقليديًا مضمونًا في أوروبا، وفن صنعها مدرج في قائمة اليونسكو للتراث الثقافي غير المادي. أدى هذا النمط من البيتزا إلى ظهور البيتزا على طراز نيويورك والتي صنعها لأول مرة مهاجرون إيطاليون إلى الولايات المتحدة في أوائل القرن العشرين.

## المكونات
وفقًا للقواعد التي اقترحتها Associazione Verace Pizza Napoletana تتكون عجينة البيتزا النابولية الأصلية من دقيق القمح (النوع 0 أو 00 ، أو خليط من الاثنين معًا)، خميرة نابولي الطبيعية أو خميرة البيرة، والملح والماء. للحصول على نتائج مناسبة، يجب استخدام دقيق قوي يحتوي على نسبة عالية من البروتين (كما هو مستخدم لصنع الخبز بدلاً من الكعك). يجب عجن العجين باليد أو بخلاط منخفض السرعة. بعد عملية الرفع، يجب تشكيل العجين يدويًا دون مساعدة درفلة أو آلة أخرى، ولا يجوز أن يزيد سمكها عن 3 ملم (0.12 بوصة). يجب خبز البيتزا لمدة 60-90 ثانية في فرن يعمل بالحطب 485 درجة مئوية (905 درجة فهرنهايت).

## الآراء
يرى اغلب الإيطاليون أن بيتزا نابولي الشهيرة هي أفضل بيتزا في إيطاليا ونفس الرأي قاله السياح الذين تذوقوا بيتزا نابولي الشهيرة.